# Cyphostethe
Cyphostethe (лат.) — род жесткокрылых семейства чернотелок, подсемейства Pimeliinae трибы Tentyriini.

## Описание
Тело в верхней части голое, основание надкрылий и боковые края переднеспинки тонко окаймлённые.

## Виды
Некоторые виды рода:
- Cyphostethe ferruginea (Marseul, 1867)
- Cyphostethe heydeni (Haag-Rutenberg, 1877)
- Cyphostethe jelineki Merkl, 1991
- Cyphostethe wittmeri (Kaszab, 1979)